# Mesembryanthemum leptarthron
Mesembryanthemum leptarthron är en isörtsväxtart som beskrevs av Alwin Berger. Mesembryanthemum leptarthron ingår i Isörtssläktet som ingår i familjen isörtsväxter. Inga underarter finns listade i Catalogue of Life.